# Laurids Skovgaard Andersen
Laurids Skovgaard Andersen (født 11. marts 2001) er en dansk skuespiller. 
I 2016 fik han rollen som drengen Tøger i spillefilmen "Der kommer en dag".

## Filmografi

### Spillefilm
| År   | Titel             | Rolle |
| ---- | ----------------- | ----- |
| 2016 | Der kommer en dag | Tøger |

### TV-serier
| År   | Titel                      | Rolle              | Noter        |
| ---- | -------------------------- | ------------------ | ------------ |
| 2019 | Tinka og Kongespillet      | Pelle              | Julekalender |
| 2022 | Kamikaze                   | Waldemar           |              |
| 2022 | Julehjertets hemmelighed   | Aage af Jungshoved | Julekalender |
| 2023 | Troldehjertets Hemmelighed | Aage af Jungshoved |              |